# Anton Zajíc Donato
Anton Zajíc Donato (vlastním jménem Antonín Zajíc, 15. června 1840 Golčův Jeníkov — po 1910 Spojené státy americké) byl česko-americký handicapovaný tanečník a cestovatel, později žijící ve Spojených státech. Poté, co ve dvaadvaceti letech přišel o pravou nohu, začal se věnovat tanci a posléze pak úspěšně hostoval po řadě míst v Evropě, Asii či pak v USA.

## Život

### Mládí a italské tažení
Narodil se v Golčově Jeníkově nedaleko Německého Brodu. Jeho otec Jan byl ve městě během revolučního června 1848 členem Národní gardy. Vychodil místní měšťanskou školu, poté strávil rok na učení v Kutné Hoře, odkud pak přešel na učiliště do Znojma. Po smrti otce roku 1855 se rodina přestěhovala do Vídně. Zde se Anton roku 1858 přihlásil k 7. pluku polních myslivců, se kterými roku 1859 odešel s Císařskou armádou bojovat do Druhé italské války s vojsky bojujícími za sjednocení Itálie pod vedením Giuseppe Garibaldiho. Spolu s několika dalšími rakouskými vojáky zde však přešel ke garibaldistům. Během bitvy u Magenty roku 1862 byl těžce zraněn na pravé noze, která mu musela být amputována těsně nad kyčlí. Po zotavení se přesunul do Švýcarska, kde v Curychu zhlédl vystoupení jednonohého španělského tanečníka pod jménem Donato. To jej inspirovalo a začal uvažovat o vlastní produkci. Roku 1863 mu byl umožněn návrat do Čech.

### Taneční dráha

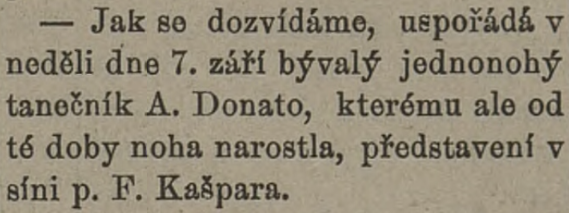
Žertovné oznámení o konaném Donátově tanečním vystoupení 7. září 1884 v Omaze, Nebraska (27. srpna 1884, deník Pokrok západu)

Podle svých pamětí docházel rok k vysloužilému tanečnímu mistrovi Devotimu, který jej profesně připravoval. S odkazem na svůj vzor začal používat pseudonym Anton Zajíc Donato a zhruba od poloviny 60. let 19. století začal s veřejnými vystoupeními, většinou v podobě samostatných tanečních čísel v rámci večerních hudebních pásem, posléze pak též operních představeních a samostatných večerů. Tančil téměř jedině bez pomoci protézy, s holí. Vystupoval například ve Vídni, Moskvě, Berlíně, Cařihradě, Paříži či Londýně, zde v prostorách sálu Covent Garden. Měl dokonce vystupovat před zraky několika evropských panovníků. Roku 1869 vykonal cestu s vystoupeními přes Suez (kde vystupoval nedlouho po otevření Suezského průplavu), Káhiru, následně se na dva roky přesunul do Britské Indie, odkud pak roku 1871 pokračoval přes Cejlon a Singapur do Austrálie, následně pak Havajské ostrovy, západní pobřeží USA a Mexiko, roku 1874 pak dorazil do New Yorku. Ve Spojených státech byl v čilém kontaktu s místní početnou českou komunitou, první vystoupení pro české publikum absolvoval v Chicagu. V Americe hojně cestoval a vystupoval, posléze se zde usadil, oženil se a založil rodinu. Se svou ženou počali syna Antona Zajíce Donata mladšího.
O svém životě a umělecké dráze sepsal paměti, které vyšly koncem 19. století v Chicagu. Hojně také přispíval do místních českých krajanských periodik. Uvádí se, že v závěru života pak trpěl nouzí, zdravotními problémy, rozpadlo se mu manželství.

### Úmrtí
Zemřel ve Spojených státech po roce 1910.
Jeho syn Anthony Zajíc Donato se stal právníkem a roku 1914 byl zvolen okresním soudcem.

## Dílo
- Kolem světa o jedné noze : cesty a příběhy z dráhy umělecké (paměti, vydány v Chicagu někdy mezi lety 1882 a 1900, tiskem Aug. Geringera)